# Лапшин, Алексей Платонович
Алексей Платонович Лапшин (11 (24) февраля 1909, Подольск, Подольский уезд, Московская губерния, Российская империя — 31 июля 1979, Москва) — советский футболист и тренер. Заслуженный мастер спорта СССР (1947). Играл на позиции полузащитника и нападающего.

## Биография
Воспитанник подольского футбола, тренировался сначала в клубе железнодорожников, потом «Совторгслужащие».
Выступал на позиции левого инсайда и правого крайнего нападающего; с 1936 переквалифицировался в крайнего полузащитника.
Играл за клубы Районный клуб имени Астахова (РКимА), московское «Динамо», за сборные Москвы (1931—1940), РСФСР (1933) и СССР (1933—1935).
В августе 1934 года в Париже в составе сборной Москвы играл на «мировом первенстве рабочих команд по футболу», который проводился в рамках международного антифашистского слета рабочих‑спортсменов. В финале с норвежским «АИФ» забил 2 гола из трех.
1 января 1936 года играл в Париже в составе сборной Москвы с местным «Расингом» на позиции крайнего нападающего; в сентябре участвовал в победном матче московских динамовцев против сборной Турции (4:0). В июне 1937 сыграл в составе «Динамо» два матча против команды Басконии.
Соратник по «Динамо», Михаил Якушин считал его футболистом «поразительной работоспособности и энергии».
Окончил школу тренеров при ГЦОЛИФКе в 1940.
Тренировал клубную команду «Динамо» (Москва) (1945—1954). Работал с командами «Динамо» (Таллин) (1955-59), «Динамо» (Киров) (1960), «Динамо» (Самарканд) (1961, по июль), Волгарь (1963).
В 1964 был главным тренером клубной команды «Динамо» (Кировоград). В 1965-68 — тренер «Сатурна» (Рыбинск).
В 1969 — главный тренер «Металлург» (Череповец).

## Достижения
- Чемпион СССР 1935 (в сборной Москвы) — 3 матча, 2 гола.
- Чемпион СССР 1936 (весна), 1937, 1940.
- Обладатель Кубка СССР 1937[4].
- В списках 33 — № 1 (1933) и 55 лучших футболистов СССР — № 1 (1938).